# Juan De la Fuente
Juan de la Fuente (n. el 15 de agosto de 1976 en Buenos Aires) es un regatista argentino.
Ha ganado dos medallas de bronce en los Juegos Olímpicos, una en Sídney 2000 y otra en Londres 2012, en la clase 470 en ambas ocasiones. Asimismo, ganó la medalla de oro en los Juegos Suramericanos de 2006, realizados en su ciudad natal. En 2013 ganó el premio Jorge Newbery junto a su compañero de equipo Lucas Calabrese.
De la Fuente fue también campeón mundial de cadet en 1993 (Bélgica) y obtuvo en Clase 470 -en pareja con Javier Conte-, el campeonato sudamericano de 1997 y el europeo en 2005 (Gydnia) y varias veces el campeonato argentino (1998, 1999, 2001, 2002, 2003, 2004, 2005, 2006). Obtuvo el Premio Konex - Diploma al Mérito en 2010 y 2020.

## Medalla de bronce olímpica en Sídney 2000

Velero de la clase 470.

Juan de la Fuente (24), formando equipo con Javier Conte (25), ganaron la medalla de bronce en la clase 470. La prueba se desarrolló los días 20, 21, 22, 24, 25 y 28 de septiembre, en la que se inscribieron 29 competidores. Conte y De la Fuente superaron por un solo punto a los británicos Rogers y Glanfield, en la última boya, mientras estos se encontraban festejando la medalla.
Los argentinos salieron 11.º en la primera regata y 6º en la segunda, ubicándose así en un segundo pelotón, por detrás de los australianos, los británicos, los portugueses y los ucranianos, que comenzaron disputando las posiciones de liderazgo. La situación no cambió demasiado en la tercera y cuarta regatas, en las que Conte-De la Fuente salieron en 8º y 5º lugar, ocupando por entonces la octava posición en la tabla general.
En la quinta regata los argentinos fueron sancionados por salida prematura (PMS), pero a partir de la sexta regata realizarían cuatro excelentes carreras, arribando 6º en esta, 3º en la séptima, 7º en la octava y 1º en la novena. El buen desempeño les permitió pasar al tercer lugar en la general, aunque lejos de los dos primeros, australianos y estadounidenses, pero con una ventaja de nueve puntos sobre los británicos. En la décima regata Conte-De la Fuente salieron en 17º lugar (descartado), lo que permitió que los británicos se acercaran a cuatro puntos al encarar la última regata.
Los argentinos garantizaban su tercer lugar con solo salir delante de los británicos en la última regata, o al menos no más de tres posiciones detrás. Sin embargo quedaron muy retrasados en la salida, ubicándose en el puesto 22º, mientras que el equipo inglés se ubicaba entre los primeros lugares, colocándose con ventaja suficiente para obtener la medalla de bronce. Los argentinos fueron remontando posiciones hasta llegar al 11º lugar, pero los británicos estaban en la 7ª posición, cuando llegaron a la última marca, dándoles la medalla por un punto. Sin embargo los argentinos lograrían en un esfuerzo final, superar al equipo mexicano en la última boya y llegar en 10º lugar, sumando así un punto menos que sus adversarios. Los británicos se encontraban festejando la medalla cuando les informaron la novedad.
| Vela: clase Europe               | Vela: clase Europe                | Vela: clase Europe | Vela: clase Europe | Vela: clase Europe |
|                                  | Regatista                         | País               | Puntaje            |                    |
| -------------------------------- | --------------------------------- | ------------------ | ------------------ | ------------------ |
| 1                                | Tom King-Mark Turnbull            | Australia          | 38                 |                    |
| 2                                | Paul Foerster-Robert Merrik       | Estados Unidos     | 42                 |                    |
| 3                                | Javier Conte-Juan de la Fuente    | Argentina          | 57                 |                    |
| 4                                | Nicholas Rogers-Joe Glanfield     | Reino Unido        | 58                 |                    |
| 5                                | Álvaro Marinho-Miguel Nunes       | Portugal           | 67                 |                    |
| 6                                | Jewhen Brasławiec-Igor Matwijenko | Ucrania            | 72                 |                    |
| Fuente: Wyniki, Olympic results. |                                   |                    |                    |                    |

## Medalla de bronce olímpica en Londres 2012
El 10 de agosto de 2012, obtuvo junto con Lucas Calabrese (25 años), la medalla de bronce en los Juegos Olímpicos de Londres 2012 en la Clase 470, becado por la Secretaría de Deportes de la Nación. Fue la novena medalla obtenida por el equipo argentino de vela, lo que lo confirmó como el segundo deporte en cantidad de medallas obtenidas (9) en la historia olímpica argentina, después del boxeo (24).
La dupla De la Fuente-Calabrese tuvo un buen comienzo en la primera regata corrida el 2 de agosto, en la que terminaron en la 5.ª posición sobre 27 barcos en competencia. En primer lugar llegó la pareja austríaca, seguida de los británicos (Patience-Bithell) y de los australianos (Belcher-Page). Estos dos últimos se llevarían finalmente las medallas de plata y oro respectivamente. La segunda regata se corrió una hora y media después, con un muy mal resultado para los argentinos que llegaron en el puesto 24.º y que a la postre sería su regata de descarte.
Al día siguiente se corrieron dos regatas más. Los argentinos salieron terceros en la tercera y novenos en la cuarta. De este modo, al finalizar las cuatro primeras regatas comenzó a delinearse un grupo de vanguardia integrado por los británicos (5 puntos) y los australianos (6 puntos), y un segundo grupo ubicado un poco más lejos integrado por los austríacos (12 puntos) y neozelandeses (12 puntos), los italianos (15 puntos), los argentinos (17 puntos) y los suecos (18 puntos).
El tercer día no fue bueno para los argentinos, que salieron en el 17.º y 8.º lugar, en la quinta y sexta regatas, respectivamente. Este resultado relegó a los argentinos a la undécima posición en la general, con 42 puntos, detrás de los australianos (6 pts), británicos (12 pts), neozelandeses (23 pts), austríacos (32 pts), italianos (35 pts), franceses (39 pts), portugueses (41 pts), croatas (41 pts) y suecos (41 pts).
La séptima y octava regatas marcaron el comienzo de una notable recuperación de los argentinos al salir segundos en ambas. Al finalizar el día De la Fuente y Calabrese se habían ubicado cuartos en la general, con 46 puntos. Por delante, australianos (13 pts) y británicos (17 pts) se consolidaban lejos en las dos primeras posiciones, y los neozelandeses se ubicaban terceros con 40 puntos. Por detrás, los italianos Zandona-Zuchetti, se ubicaban quintos a un solo punto de los argentinos.
El martes 10 de agosto se corrieron las últimas dos regatas previas a la Medal Race. Los argentinos salieron quintos en la novena regata, mientras que los neozelandeses finalizaron en el puesto 13.º y los italianos en el puesto 11.º De este modo los argentinos pasaron a ocupar el tercer lugar en la general, con 51 puntos, seguidos por los neozelandeses (53 pts), los croatas (57 pts) que con un primer puesto ese día avanzaron varias posiciones y los italianos (58 pts). Por delante, australianos (14 pts) y británicos (20 pts) se volvían inalcanzables.
En la décima regata, los argentinos buscaron mantener su posición en la general, con un ojo puesto en los neozelandeses y otro en los italianos, para llegar a la Medall Race en tercer lugar. Salieron sextos sumando 57 puntos, mientras que los neozelandeses quedaron totalmente relegados al salir 14.º y sumar 67 puntos. Los italianos, por su parte, salieron terceros, pero no les alcanzó para desplazar a los argentinos del tercer lugar, sumando 60 puntos.
De este modo la Medall Race, que da doble puntaje y solo participan los 10 mejores, se enfocó en una pelea entre australianos y británicos por la medalla de oro, y entre argentinos e italianos, por la de bronce, con una remota posibilidad de los franceses de terciar en la disputa por el tercer puesto. El barco argentino precisaba evitar que los italianos le sacaran más de un puesto. La regata se definió en la salida, donde se vio un interesante "juego del gato y el ratón" previo a la largada, con los italianos tratando de alejarse de los argentinos que los perseguían para evitar sorpresas. Estas maniobras previas les dieron buenos resultados a los argentinos, que llegaron a la primera marca en la quinta posición, 16 segundos adelante de los italianos que se ubicaron octavos. Los argentinos controlaron el resto de la regata, avanzando hasta el tercer lugar, posición en la que finalizaron, sumando un total de 63 puntos, que les dio la medalla de bronce. Los italianos finalizaron sextos, sumando 72 puntos, y quedando cuartos en la general, con Nueva Zelanda quinta, a un punto atrás.
| Vela Clase 470. Tabla final | Vela Clase 470. Tabla final           | Vela Clase 470. Tabla final | Vela Clase 470. Tabla final | Vela Clase 470. Tabla final |
| Pos.                        | Equipo                                | País                        | Pts.                        |                             |
| --------------------------- | ------------------------------------- | --------------------------- | --------------------------- | --------------------------- |
| 1                           | Mathew Belcher-Malcom Page            | Australia                   | 22                          |                             |
| 2                           | Luke Patience-Stuart Bithell          | Reino Unido                 | 30                          |                             |
| 3                           | Juan de la Fuente-Lucas Calabrese     | Argentina                   | 63                          |                             |
| 4                           | Gabrio Zandona - Pietro Zucchetti     | Italia                      | 72                          |                             |
| 5                           | Paul Snow-Hansen - Jason Saunders     | Países Bajos                | 86                          |                             |
| 6                           | Sime Fantela-Igor Marenic             | Croacia                     | 87                          |                             |
| 7                           | Pierre Leboucher-Vicent Garos         | Francia                     | 90                          |                             |
| 8                           | Álvaro Marinho-Miguel Nunes           | Portugal                    | 93                          |                             |
| 9                           | Matthias Schmid-Florian Reichstaedter | Austria                     | 107                         |                             |
| 10                          | Anton Dahlberg-Sebastian Ostling      | Suecia                      | 123                         |                             |
| [ 6 ]                       |                                       |                             |                             |                             |